# Avatar Max
Max (the Multimodal Assembly eXpert) ist ein virtueller Agent, der unter anderem als Museumsführer im Heinz Nixdorf MuseumsForum in Paderborn eingesetzt wird.  "Avatar" wird in diesem Zusammenhang verstanden als sichtbare Erscheinung einer unsichtbaren, eigenständig agierenden Software-Maschine, verkörpert als eine computeranimierte Figur. Auf Grundlage einer  BDI-Architektur verfügt Max über Fähigkeiten, die es ihm erlauben, Menschen anzusprechen und in ein Gespräch zu verwickeln. Dafür greift der Agent derzeit auf über 1.200 bestehende Regeln seiner Wissensbasis zu. Mit Hilfe einer Kamera nimmt Max seine Umgebung wahr und reagiert auf diese. Er kann zudem ihm bekannte Gesichter erkennen und sein Gegenüber entsprechend ansprechen.
Max wurde ab 1999 im Rahmen der Dissertation von Stefan Kopp in der von Ipke Wachsmuth geleiteten Arbeitsgruppe Wissensbasierte Systeme/Künstliche Intelligenz der Universität Bielefeld erschaffen und dort in vielen Arbeiten weiterentwickelt. Heute wird er insbesondere als Forschungsplattform im Sonderforschungsbereich "Alignment in Communication" (SFB 673) (seit Übergabe des Amtes an Stefan Kopp im Juli 2014 unter dem Namen "AG Kognitive Systeme und soziale Interaktion", bzw. "Sociable Agents"/"Social Cognitive Systems" weitergeführt) und im Exzellenzcluster "Cognitive Interaction Technology" (CITEC) eingesetzt.